# Albaniens prefekturer
Albanien (albanska; qark eller quarqe) är indelat i tolv prefekturer. Indelningen är baserad på 1998 års grundlag som gjordes gällande från 31 juli 2000. Prefekturerna ersatte de tidigare distrikten (rrethe).
De är sedan 2015 indelade i 61 kommuner (bashki), 373 landsbygdskommuner (komuna) och 2 972 byar (fshatra).
Sedan självständighetsförklaringen (Vloraproklamationen) från Osmanska riket år 1912 har Albanien omorganiserad sin inhemska administrativa indelning 21 gånger. Den viktigaste fram till 1950-talet var indelningen i distrikt (på albanska rrethe) vars antal, storlek och betydelse varierade över tid. De blev omorganiserade i prefekturer år 1991.
Den nuvarande statusen för prefekturerna är baserad på 1998 års konstitution och verkställdes den 31 juli 2000. De tidigare distrikten upplöstes fullständigt och ersattes av urbana kommuner (bashki) och landsbygdskommuner (komuna), som ser över byarna (fshatra) på landsbygden. Detta ändrades år 2014 så att 2015 års lokala val indelade prefekturerna i kommuner (bashki) på regional nivå och landsbygdskommuner (komuna) för lokalt styre.

## Lista
| \| Vapen \| Prefektur (Qark) \| Kommuner (Bashki) \| Area km² \| NUTS Region \| Karta \| Invånare (2019)[5] \| Ledare \| \| ----- \| ---------------- \| ------------------------------------------------------------------- \| -------- \| ----------- \| ----- \| ------------------ \| ---------------- \| \| \| Berat \| Berat, Kuçovë, Poliçan, Skrapar, Ura Vajgurore \| 1 798 \| Söder \| \| 125 157 \| Harilla Dafa \| \| \| Dibër \| Bulqizë, Dibër, Klos, Mat \| 2 586 \| Norr \| \| 118 948 \| Abedin Shehu \| \| \| Durrës \| Durrës, Krujë, Shijak \| 766 \| Norr \| \| 290 126 \| Roland Nasto \| \| \| Elbasan \| Belsh, Cërrik, Elbasan, Gramsh, Librazhd, Peqin, Prrenjas \| 3 199 \| Central \| \| 274 982 \| Maksim Malaj \| \| \| Fier \| Divjakë, Fier, Lushnjë, Mallakastër, Patos, Roskovec \| 1 890 \| Söder \| \| 294 747 \| Baki Bala \| \| \| Gjirokastër \| Dropull, Gjirokastër, Këlcyrë, Libohovë, Memaliaj, Përmet, Tepelenë \| 2 884 \| Söder \| \| 61 423 \| Astrit Aliaj \| \| \| Korçë \| Devoll, Kolonjë, Korçë, Maliq, Pogradec, Pustec \| 3 711 \| Söder \| \| 207 889 \| Dhori Spirollari \| \| \| Kukës \| Has, Kukës, Tropojë \| 2 374 \| Norr \| \| 76 594 \| Zenel Kucana \| \| \| Lezhë \| Kurbin, Lezhë, Mirditë \| 1 620 \| Norr \| \| 125 195 \| Gjergj Prendi \| \| \| Shkodra \| Fushë-Arrëz, Malësia e Madhe, Pukë, Shkodra, Vau i Dejës \| 3 562 \| Norr \| \| 202 895 \| Çesk Millja \| \| \| Tiranë \| Kamëz, Kavajë, Rrogozhinë, Tiranë, Vorë \| 1 652 \| Central \| \| 895 160 \| Suzana Jahollari \| \| \| Vlorë \| Delvinë, Finiq, Himarë, Konispol, Sarandë, Selenicë, Vlorë \| 2 706 \| Söder \| \| 189 311 \| Flamur Mamaj \| | Albanska prefektur |                                                                     |          |             |       |                 |                  |
| Vapen | Prefektur (Qark)   | Kommuner (Bashki)                                                   | Area km² | NUTS Region | Karta | Invånare (2019) | Ledare           |
| | Berat              | Berat, Kuçovë, Poliçan, Skrapar, Ura Vajgurore                      | 1 798    | Söder       |       | 125 157         | Harilla Dafa     |
| | Dibër              | Bulqizë, Dibër, Klos, Mat                                           | 2 586    | Norr        |       | 118 948         | Abedin Shehu     |
| | Durrës             | Durrës, Krujë, Shijak                                               | 766      | Norr        |       | 290 126         | Roland Nasto     |
| | Elbasan            | Belsh, Cërrik, Elbasan, Gramsh, Librazhd, Peqin, Prrenjas           | 3 199    | Central     |       | 274 982         | Maksim Malaj     |
| | Fier               | Divjakë, Fier, Lushnjë, Mallakastër, Patos, Roskovec                | 1 890    | Söder       |       | 294 747         | Baki Bala        |
| | Gjirokastër        | Dropull, Gjirokastër, Këlcyrë, Libohovë, Memaliaj, Përmet, Tepelenë | 2 884    | Söder       |       | 61 423          | Astrit Aliaj     |
| | Korçë              | Devoll, Kolonjë, Korçë, Maliq, Pogradec, Pustec                     | 3 711    | Söder       |       | 207 889         | Dhori Spirollari |
| | Kukës              | Has, Kukës, Tropojë                                                 | 2 374    | Norr        |       | 76 594          | Zenel Kucana     |
| | Lezhë              | Kurbin, Lezhë, Mirditë                                              | 1 620    | Norr        |       | 125 195         | Gjergj Prendi    |
| | Shkodra            | Fushë-Arrëz, Malësia e Madhe, Pukë, Shkodra, Vau i Dejës            | 3 562    | Norr        |       | 202 895         | Çesk Millja      |
| | Tiranë             | Kamëz, Kavajë, Rrogozhinë, Tiranë, Vorë                             | 1 652    | Central     |       | 895 160         | Suzana Jahollari |
| | Vlorë              | Delvinë, Finiq, Himarë, Konispol, Sarandë, Selenicë, Vlorë          | 2 706    | Söder       |       | 189 311         | Flamur Mamaj     |

### Fotnoter
1. ↑  ”Division of Powers”. Europeiska regionkommittén. https://portal.cor.europa.eu/divisionpowers/Pages/Albania.aspx. Läst 1 januari 2023.
2. 1 2  A Brief History of the Administrative-territorial Organization in Albania Arkiverad 2017-06-09, Ministry of State for Local Issues
3. ↑  ”Ligji për Vetëqeverisjen Vendore”. Ligji për Vetëqeverisjen Vendore. https://www.erru.al/doc/Ligj_nr.139-2015_date_17.12.2015_Per_vetqeverisjen_vendore.pdf.
4. ↑  ”A Brief History of the Administrative-territorial Organization in Albania” (på engelska). reformaterritoriale.al. http://www.reformaterritoriale.al/en/reform/history.
5. ↑  ”Popullsia e Shqipërisë” (på albanska). instat.gov.al. 19 februari 2016. Arkiverad från originalet den 12 april 2016. https://web.archive.org/web/20160412123357/http://www.instat.gov.al/media/322938/pop_1_janar_2016.pdf. Läst 17 februari 2017.